# طعام الغداء في الحقل (لوحة)
لوحة طعام الغداء في الحقل للفنان:ادوارد مانت
نوعها: لوحة بألوان توال
المكان: متحف اورساى، باريس
لوحة غداء في الحقل أو نزهة في الحقل هي لوحة للفنان الفرنسي إدوارد مانت التي رسمها بين عامين 1863:1862، ثم عُرضت في متحف اورساى في فرنسا.و الصورة تحتوي على امرأة عارية تتنزه مع شابيين يرتدون ملابسهم، وأيضا هناك امرأة أخرى عارية تغتسل في الخلفية.
لجأ مانت إلى صالون باريس عام1863 لعرض تلك اللوحة ولكن رُفض أكثر من 3000 عمل من بينهم تلك اللوحة، فقام نابيليون الثالث بفتح صالون آخر وعُرضت تلك الأعمال في ذلك الصالون. تأثر العديد من الفنانين الإسبان مثل «ديجو فيلاذكيوز» و «فرانشيسكو جويا» بلوحة مانت.
أما«ايطاليان رونسانس» استخدم محتوى تلك اللوحة. وبالرغم من المحتوى التاريخي في تلك اللوحة فإنها رِسمت بطريقة عصرية، حيث يوجد بها شابان يرتديان زى عصرى برفقة امرأة عارية تماما ويجلسون فوق العشب لذا فهي بثمابة نقد فاحش، وما إن عُرضت تلك اللوحة تسببت في خلق فضيحة أثناء عرضها.و كانت فيكتروين مورينت من أفضل نماذجه التي يستخدمها في أعماله، فهو والنحات فرديناند لينهوف نسيب هذا الفنان وأيضا من أصدقائه الشباب جوستافا وايجوينى مانت إبتكروا بداية للفن المعاصر من خلال الوضعيات التي استخدمها في لوحاته، وخطوط الألوان الواسعة، واستخدام ظلال الضوء المختلفة، واختيار الألوان، والنظر مباشرة لعيون العارضات العاريات، وعدم سرد الحكايات.و قد دافع العديد من الفنانين مثل اميلا زولا وسيتيفانى مالارمى وتشارلز باوديلار عن هذا العمل ضد الانتقادات الموجهه له.
لوحة غداء في الحقل التي كان رد فعلها ظهور محاولات للفنان جوستاف كوربت الذي عاصره في تلك الفترة أثناء ظهور مفهوم الواقعية في الفن ولوحة أخرى لمانت وهي اويلمبيا رسمها عام 1863 ولوحة البار للفنان فوليس بيرجير ساهموا في ظهور وانتشار الرسم المعاصر.
و قد تأثر العديد من الفنانين بهذا العمل مثل بابلو بيكاسو، ومارى كاسات، وباول تشيزانى، وأيضا كلاوى مانت. وبهذا الأسلوب يُعد مانيت واحد من أهم مؤسسي هذا المذهب. ، وكان صالون باريس الذي افتتحته أكادمية الفنون الجميلة الفرنسية عام 1667 كان يعرض هذا الفن الواضح والصريح للجمهور، وكانت الأعمال التي تشارك في العرض الذي يُقدم كل عام تجسد حياة الفنانين الذين ساهموا في تأسيس المذهب الكلاسيكي في الفن، وكان يدعو إلى رفض لوحات الفنانين الحديثة والمعاصرة خاصة لوحات الشباب.

## الصورة

### التوضيح
و في عام 1863 رفض الصالون حوالي 3000 لوحة من ما يقرب إلى  5000 لوحة فنظم كل من الفنانين المرفوضة أعمالهم وقفات احتجاحية عقب هذا القرار ، وهنا أمر نابيلون الثالث  الأمبراطور الفرنسي بفتح صالون آخر للوحات المرفوضة قائلا أنه يجب الوصول إلى حل شعبي مُنصف لتلك اللوحات عقب تلك الاحتجاجات.
وعرض مانت بجانب لوحة غداء في الحقل التي رُفض عرضها في الصالون الفرنسي العديد من الأعمال الأخرى التي قام بها تلك الفترة، والمتحف احتوى على كثير من أعمال الفنانين المختلفين مثل كاميلا بيسارو وباول جيزانى وجيمز أبوت مكنيل ويشتر. ولوحة غداء في الحقل أدهشت كل مشاهدي العرض حتى إنها لفتت انتباه الإمبراطور وخلقت فضيحة.و تحتوي اللوحة على شابين في زيهما الكامل يجلسون فوق العشب برفقة امرأة عارية تماما وحولهما بحيرة، وهناك تفسير لكونها عاريه تماما بأنها كانت تغتسل في تلك البحيرة من قبل، وهناك تفسير بأنهم في نزهة وذلك لأنه يوجد حولهم خوخ وكرز وزجاجات مشروب وأطعمة أخرى مختلفة ، أما السيدة التي في الخلفية فهي تكمل اغتسالها.و اللوحة تم تغيير اسمها حيث أن اسمها الأول كان المغسل «الحمام» وعُرضت مع الأعمال المرفوضة بهذا الاسم ثم قام بتغيير اسمها إلى غداء في الحقل لخلق روح من الدعابة.و قام مانت بعرضها في الصالون حيث كانت تتوسط عملين آخرين له، وكانت فيكتروين مورينت في اللوحة التي في يسار اللوحة ترتدي زي أسباني، أما اللوحة التي في اليمين كانت تحتوي على العارض ماجو الذي يرتدي ثياب كاملة.
و يُقر مؤرخو الفن أن الأعمال المرفوضة التي عُرضت كانت عامل لظهور بدايات الفن المعاصر، وأيضا أن لوحة غداء في الحقل حققت نجاح وانتشار كبير كماأنها تسببت في خلق فضيحة.و كانت فيكتروين مورينت من أفضل نماذجه التي يستخدمها في لوحاته، وكان كلا من مانت وايجوينى مانت وجوستاف مانت وأيضا النحات فرديناند لينهوف هم من إبتكروا التيار المعاصر في الفن. وأعمالهم لم تكن مجرد مناظر طبيعية بالنسبة للجمهور، فهي في اعتقادهم تمثل امرأة ترقد مع مسافر أمام حديقة باريس.و هي من الأعمال اللإذعة والناقدة في تلك الفترة وبمجرد ما أن تُشاهد تلك اللوحة تعتقد أنها تمثل فاحشة كبيرة لاحتوائها على امرأة تجلس دون خجل بجوار شابين في كامل زيهما أما الشابان فهم يظهرون في اللوحة بتصرفات شباب في عطلة أو مثل تصرفات الأطفال.
أما الأشجار المستخدمة في الخلفية فهي تنتمي لفصيلة الباربيزون ، وقد لجأ مانت إلى فن الطبيعة الصامتة من خلال الفواكه التي استخدمها في الجزء الأيسر من الأسفل من اللوحة، أما وضعية الشباب في الجزء الأيمن في اللوحة فهى توضح إنهم يتحاورون ويصعب على مشاهدي القرن الواحد والعشرين فهم المحتوى الذي تحمله تلك اللوحة. أما في القرن التاسع والعشرين عندما تُرسم لوحة تحتوي على أجسام عارية يتم أختيارها في عصور وأيضا أماكن تبتعد عن موضوع اللوحة. وعندما عرض مانت لوحة غداء في الحقل في معرض الأعمال المرفوضة حققت كلا من لوحته ولوحة زهرة الفينوس العارية للفنان الكسندر كابانل المعروضة في معرض باريس نجاح كبير.

## الإلهام
صرح أنتونن بروست من أعز اصدقاء مانت في طفولته والذي كتب السيرة الذاتية الخاصة به أن مصدر إلهام تلك اللوحة يتجسد في يوم قضاه كلا منهما برفقة رسام في حديقة. ووفقا لما صرح به بروست عام 1890 أنهم شاهدوا زورق بحوار نهر سين ذاهبا إلى ارجنتولى يوم الأحد وفي تلك الأثناء شاهد مانت نساء تغتسل في الماء عارية عندها قال يجب أن أرسم اجساد عارية مثل هذا المشهد وقال أن لوحاته كانت مظلمة وأنه سببدأ من جديد وأعلن أنه سوف يرسم شخصيات تشبه التي يشاهدهم على هيئتهم وطبيعتهم.

## الايقونية والإبداع
ورونس عندما استخدم شخصيات في زيها الكامل كان يعبر عن قوة الروح التي ابتعدت عن الأجسام العارية، وتعد لوحة مولد زهرة الفينوس التي تظهر بها سيدة بشكل عارى هي سبب ظهور هذا المذهب لكونها لا ترتدي الملابس وأيضا لا تمثل قوة الروح.لذا فإن مانت أذهل محبى فن تلك الفترة وذلك لاستخدامه العرى في لوحاته بشكل مثالى كما أنه لم يعبر عن القوة الألهية ، حيث يمكن القول أنه كان يستخدم العرى ولكن في شكل كلاسيكى عكس ما سوف يراه المشاهدون في القرون التاليه في برامج التليفزيون والاعلانات من نساء عاريات باستمرار. ويوضح مؤرخو الفن أن مانت قد ابتكر ثورة في مجال الألوان؛ فهو فنان يستخدم خطوط وضربات عريضه بفرشاته وكان يستخدم الأضاءة بشكل كبير وكذلك عارضات ينعكس عليها الضوء من الأمام، حيث كانت تُرى لوحاته عل أنها لوحات فنية بشكل عمل تخطيطى يعطى أهمية كبيرة لتوزيع الألوان والألوان التي كان يستخدمها هي ألوان توال.
و مانت في لوحاته التي كان يلعب الضوء فيها دور كبير إبتعد عن إغراء العين واقترب من التطوير وإتجه إلى لفت النظر من خلال الأعمال ثنائية الأبعاد. وكان العجز المُتعمد في منظور اللوحات، وتشابه العناصر المُستخدمه في اللوحات، والأضاءة التي لم تكن من الطبيعة، ووضعيات العارضات أثبتت أن الرسم كان في استديوهات خاصة بالفنانين. ووضعية العارضات التي كانت تُرسم وخاصة العاريات توضح أن الرسم لم يكن في الطبيعة. وكان مانت يسلك نفس نهج تيتان الذي كان يستخدم العرى دون أن يُخجل المشاهدون؛ فهو لم يرسم لوحات حققت نجاح كبير فقط ولكنه أيضا كان يظهر بشرة عاراضاته بشكل مشرق من خلال الأضاءة الأمامية وكان يستخدم خطوط باللون البنى الغامق في الجسد. وتلك الحالة التي لم تظهر الجسد في شكل مثالى حققت المتعة من خلال سلة النزهة التي في الجزء الأمامى من اللوحة التي تمثل فن الطبيعة الصامتة.
إن دمج الألوان الفاتحة والغامقة بهدف تبسيط الشكل وتوضيح الحجم وتلك الطريقة كانت تصعب على المشاهدين التركيز في اللوحة.
روينوس واحد من الفنانين التي تشكل أغلب لوحاته مناظر طبيعية يمكن رؤيتها عند النظر من النافذة. نستنتج من هذا أن مانت كان يسلك منهج خاص به ثابت وذلك من خلال تصغير العارضات والمنظور الخاص به مع الأشكال التي يتم رسمها التي تُجسد اهتمام المشاهدين.
و تحتوي اللوحات عامة على اقتباسات معقدة كثيرة من الأعمال التاريخية والبورتريه والأعمال التي تحتوي على عارضات عارية وأيضا من اللوحات الدينية. وكان مانت يقدم مثلث الشخصيات في الجزء الأمامى من اللوحة واستخدام فن الطبيعة الصامتة في الجزء الأيسر من اللوحة وفي الجزء الخلفي من اللوحة، وفي الجزء الأيسر من اللوحة توجد ضفدعة تبتسم يُصعب ملاحظتها ، مانت استخدم تلك اللوحة متأثرا بالكلب الذي كان يستخدم في اللوحات التاريخية. شكلت اللوحة للمشاهدين حالة من الغموض بسبب العلاقة التي بين شخصيات اللوحة.
كانت معظم أعمال تلك الفترة تتجسد في المسافرين في القوارب، وشخصيات تسير، والراقصين، وكانت ترسم أيضا النساء برفقة الأطفال في اللوحات أو النساء برفقة الرجال.
بيمنا لوحة غداء في الحقل تحتوي على العديد من الموضوعات مثل تناول الطعام والشراب والأغتسال والتنزه ، ليس ضرورى ان يكون عارضون تلك اللوحة في شكل عارى حيث أن السيدة التي تستحم في الجزء الخلفي من اللوحة ترتدى ملابسها، بينما لايُفهم سبب عدم ارتداء السيدة التي في الجزء الأمامى من اللوحة، لكن ذلك الوضع لا يعبر عن علاقة جنسية بينها وبين الشابين، لأن وضع الشباب يختلف عن وضع النساء فهم في كامل زيهم عكس النساء.
و هناك العديد من الأعمال التي تنقل نفس محتوى لوحة غداء الحقل فهناك لوحة من لوحات جاكسون بلوك تنقل نفس المحتوى ولا تعد تلك اللوحة لوحة منظر طبيعى أو لوحة تاريخية وهي أيضا لا تعد لوحة لأجساد عارية وإن كثرت أنواع تلك الأعمال.
مانت كرسام عصرى كان يعمل على عدم استخدام أي شئ خارج أطار الفن الجميل وكان يستخدم كل ما يجذب انتباه المشاهدين للوحاته .و تعد لوحة غداء في الحقل عمل غير مفهوم وغامض ومثير وأيضا غير اأخلاقى لهذا الفنان.

### المناصرون
كان اميلا زولا واحدا من كتاب الروايات الشبان ونقادها من أوائل المناصرين لعمل مانت.
بمجرد ما ان عرضت تلك اللوحة تسببت في فضيحة في المجتمع فكتب زولا بعدها العديد من المقالات التي تدعم ذلك الفنان الذي لم يقدره المجتمع، وعمل في مقالاته على شرح أفكار مانت العصرية مدافعا عنها، أيضا مقالاته كانت تعمل على لفت النظر إلى استخدام الواقعية في أعماله ولفت النظر إلى فيمة العمل الراقية.
و هنالك بعض الكتابات التي كانت تدعم اللوحة من قبل ذلك الكاتب "هناك شئ وحيد واضح عن تلك اللوحة أن الشخصيات بها عقب الأغتسال قامت بتناول الطعام فوق العشب، ان اختيار الرسام لذلك الموضوع يعد اختيار لاذع وفاضح، وهذا يفسر استخدامه للأشكال بشكل شجاع وبدون خجل، أن الفنانين التشريحين أمثال مانت يتخلوا عن كل الموضوعات التي ترتبط بالشعب، فسبب احتواء اللوحة على امرأة عارية تماما هو انه أراد ان يوضح خطوط تشريح البدن، علينا أن ننظر إلى تلك اللوحة على أنها ليست مجرد نزهه في حقل حيث يمكن رؤية كلا من الأضاءة والندى في الجزء الخلفي من اللوحة والجزء الأمامى من اللوحة رسم بشكل واسع يلفت نظر المشاهد له، انتبهوا إلى اللون الأبيض المنتشر بكثرة وشكل خشن وغليظ في اشجار الجزء الخلفي من اللوحة.
تأثر اميلا زولا بأعمال ذلك الفنان بشكل كبير أنعكس على كتاباته، تأثر بها أيضا الشاعر ستيفانى ماليرمى الذي أختلف كثيرا عن زولا في وجهة نظره عن الفن.يرى ماليرمى أن أعمال مانت بفمهومها وتفوقها لا تعد عالم خارجى.قال كل من انطونن بروست وزيخارى استروجو أن لوحة غداء في الحقل لها أسلوب خاص يختلف عن أسلوب جين اوغست دومينك انغريس الذي يتسم بالكلاسكية وكان منتشرا في تلك الفترة.
كان الشاعر الفرنسى تشارلز بوديلار دائما من المناصرين والمدافعين عن كل الأعمال التي تتسم بالتطوير والعصرية التي يقدمها الفنان مانت في أعماله.
نص علوي

## نماذجه
فيكتروين مورينت هي العارضة الأساسية
فيكتروين مورينت من أفضل نماذجه التي كان يستخدمها في لوحاته وهي تتخذ وضعية مرأة عارية في لوحة غداء في الحقل.
بالنسبة لما صرح به ذيودورى دوريت وهو واحد من أصدقاء الفنان أن والد عمل مانت اجوست مانت عرض في جوستس.
و قال انه قبل أن يرسم لوحة غداء في الحقل قام برسم لوحة مطربة في الشارع تتخد قيها العارضة فيكتروين مورينت وضية البورترية في زى أسبانى.و كان الرسام يستخدم عارضين من اصدقائه الكاتبين أو من أفراد عائلته أو فنانين اخرين وكانت الفترة التي عملت فيها فيكتورين فترة طويلة وممتعة.و قد ظهرت عام 1863 بشكل عارى في تلك اللوحة.
أتخذت فيكتورين وضعيتين في عملين مختلفين حيث أنها ظهرت في العمل الأول وكان يستخدم في العمل التانى عارضات أخرى له.
وجود فرق بين تلك الوضعيات الحديثة والوضعيات القديمة فتح مجال للشبهات حول استخدام نفس العارضات في اللوحات.
ظهور جسد العارضة الشابة ءدى إلى ظهور ردود أفعال متوتره وبدون اقبال عليها في الالومبيا ولهذا يعُتقد أن واحده من العارضات التي في اللوحتين لم تكن فيكتورين.
العمل الأخير لفيكتوربن مع الفنان مانت كان عام 1873 وكان اسم العمل طريق الحديد.
العارضات التي كانت تُرى في مقهى نوفيلى اثينيس تكون بمثابة نقطة تجمع المشاهدين في عام 1870 مثل إدغار ديغا ورينوير بدأوا في رسم أنفسهم.و قبلت أعمالهم في صالون باريس عامى 1876 وعام 1885.فيكتورين التي حاولت العمل كمطربة في الشوارع بهدف جنى الأموال عرضت في المعرض عام 1904 للمرة الأخيرة في المعرض.
الشاب الذي يقف في منتصف اللوحة هو فرديناند لينهوف النحات الذي سوف يصبح أخ زوجة مانت. وهناك شابان آخران في اللوحة وهما أصدقاء الفنان مانت (جوستاف وايجينى مانت).استخدم الفنان كلا منهما ليشير إلى التناقض الذي بين فيكتورين وفرديناند لينهوف. واحد من العارضين كان يظهر في شكل عارى وناعم وأبيض أما الآخر كان ناعما وأسودا ويرتدى ملابسه.